# Miguel Llobet
Miguel Llobet (Barcellona, 18 ottobre 1878 – Barcellona, 22 febbraio 1938) è stato un chitarrista e compositore spagnolo.

## Biografia
Cominciò con lo studiare pianoforte e violino per poi dedicarsi nel 1889 interamente alla chitarra. La sua carriera iniziò già dal 1901 per tutta la Spagna, fino a quando nel 1904 arrivò a Parigi.
A Parigi ebbe contatti con Claude Debussy, Manuel de Falla e Isaac Albéniz, inoltre favorì la diffusione della chitarra classica in tutta la Francia. Cominciò a dedicarsi alla sua ricerca sui colori e timbro della chitarra che lo portarono ad avvicinarsi all'impressionismo e contribuì all'evoluzione della tecnica insegnatagli da Francisco Tárrega, suo maestro.
Durante la sua carriera concertistica Manuel de Falla gli commissionò la prima esecuzione dell'Homenaje a Debussy (1920). La sua attività didattica non fu particolarmente intensa, ciononostante tra i suoi allievi si riconoscono nomi di peso, come quello di María Luisa Anido e di Domingo Prat.
Il 22 febbraio 1938 muore a Barcellona per un attacco di pleurite.

## Composizioni
- Romanza in do minore (1896)
- Estudio in mi maggiore (1899)
- Estudio capricho in re maggiore (1899)
- Mazurka in si bemolle maggiore (1901)
- Scherzo-Vals in la maggiore (1909)
- Tre preludi (1935)
- Canciones populares catalanas (1899-1920 ca)
  1. Plany
  2. La filla del marxant
  3. El testament d'Amelia
  4. Cançó del lladre
  5. El rossinyol
  6. Lo fill del rei
  7. L'hereu riera
  8. El mestre
  9. La nit del Nadal (El desembre congelat)
  10. La filadora
  11. La pastoreta
  12. La preçó de Lleida
  13. El noi de la mare
  14. L'emigrant
- Altri arrangiamenti di canzoni popolari:
  1. Leonesa (1910 ca)
  2. Estilo popular argentino n. 1 (1910 ca)
  3. Estilo popular argentino n. 2 (1910 ca)
- Cadiz (trascrizione del brano di Albeniz)
- Torre Bermeja (trascrizione del brano di Albeniz)
- Oriental (trascrizione del brano di Albeniz)
- Sevilla (trascrizione del brano di Albeniz)
- La maja de Goya (trascrizione del brano di Granados)
- Danza spagnola n.5 (trascrizione del brano di Granados)
- Danza spagnola n.7 (trascrizione del brano di Granados)
- Danza spagnola n.10 (trascrizione del brano di Granados)
- Dedicatoria (trascrizione del brano di Granados)
- Variaciones sobre un tema de Fernando Sor.
- Respuesta - Impromptu

## Registrazioni storiche 1925-1929
- Julián Aguirre: Huella.[1]
- Isaac Albéniz: Evocación.[1]
- Johann Sebastian Bach: Sarabande.
- Napoléon Coste: Étude op.38 n°21.
- Miguel Llobet: El Testament d'Amelia, La Filla del Marxant, Plany, El Mestre.
- Felix Mendelssohn: May Breezes.[1]
- Manuel Ponce: 2 Canciones Mejicanas.
- Pedro Quijano: Estilo Popular Criollo.
- Fernando Sor : Andantino op.2 n°3, Estudio op.35 n°2, Minueto op.11 n°12.
- Rogelio del Villar: Canción Popular Leonesa (Canción del Ladrón)